# Paulo Borrachinha
Paulo Henrique Costa (Contagem, 21 de abril de 1991), mais conhecido como Paulo Borrachinha, é um lutador brasileiro de MMA que compete na categoria peso-médio do Ultimate Fighting Championship (UFC). 

## Carreira no MMA

### Início de carreira
Antes de ser contratado pelo UFC, Borrachinha acumulou um recorde de 8 vitórias e nenhuma derrota, com 7 nocautes e 1 finalização.

### The Ultimate Fighter: Brazil
Paulo foi selecionado para participar do The Ultimate Fighter: Brasil 3. Na rodada de eliminação, ele derrotou José Roberto por finalização (guilhotina) no segundo round. Borrachinha foi o segundo lutador peso-médio escolhido pelo técnico Wanderlei Silva. Em sua luta seguinte, ele enfrentou Márcio Alexandre Jr. e perdeu por decisão dividida após três rounds.

### Ultimate Fighting Championship
Borrachinha fez sua estreia no UFC em 11 de março de 2017, no UFC Fight Night: Belfort vs. Gastelum, contra Garreth McLellan, vencendo por nocaute no primeiro assalto.
Em 3 de junho de 2017, Borrachinha enfrentou Oluwale Bamgbose no UFC 212: Aldo vs. Holloway, vencendo por nocaute no segundo round. Essa foi a primeira vez que Borrachinha passou do primeiro assalto em uma luta.
Em 3 de agosto de 2017, Borrachinha firmou uma parceria institucional com o Clube Atlético Mineiro. Embora o acordo não crie um vínculo formal entre o clube e o atleta, ele permite que Borrachinha utilize o símbolo da tocha do Atlético em seus uniformes de treinamento, conforme permitido pelo contrato com o UFC.
No dia 4 de novembro de 2017, ele enfrentou o ex-campeão peso meio-médio do UFC, Johny Hendricks, no UFC 217: Bisping vs. St. Pierre, vencendo por nocaute técnico no segundo round.
Em 7 de julho de 2018, no UFC 226: Miocic vs. Cormier, Borrachinha enfrentou Uriah Hall. Dominando a luta, ele venceu por nocaute no segundo round, ganhando o bônus de Performance da Noite.
Após várias tentativas, ele finalmente enfrentou Yoel Romero em 17 de agosto de 2019, no UFC 241: Cormier vs. Miocic 2. Borrachinha venceu por decisão unânime, recebendo o bônus de Luta da Noite.
Em 27 de setembro de 2020, Borrachinha disputou o Cinturão Peso-Médio do UFC contra Israel Adesanya no UFC 253, realizado na Ilha da Luta, em Abu Dhabi. Ele perdeu sua invencibilidade, sendo derrotado por nocaute técnico no segundo round.

### Após a disputa pelo cinturão
Borrachinha estava agendado para enfrentar Robert Whittaker em 17 de abril de 2021, no UFC on ESPN 22, mas em 16 de março teve que se retirar devido a uma doença.
Ele também foi agendado para lutar contra Jared Cannonier em 21 de agosto de 2021, no UFC on ESPN 28, mas em 4 de junho desistiu da luta por razões desconhecidas. Posteriormente, Borrachinha afirmou que nunca assinou o contrato da luta e mencionou problemas com o pagamento, embora não tenha confirmado isso como o motivo de sua desistência.
Em 23 de outubro de 2021, Borrachinha enfrentou Marvin Vettori em uma luta de meio-pesados no UFC Fight Night 196. Originalmente agendada como uma luta de peso-médio, a luta foi alterada para um peso-casado, com Borracinha recebendo críticas por aparecer 25 libras (aprox. 11 kg) acima do limite dos médios. Ele perdeu a luta por decisão unânime. Após a luta, o presidente do UFC, Dana White, afirmou que ele não competiria mais na categoria peso-médio.
Borrachinha foi agendado para enfrentar o ex-campeão peso-médio do UFC, Luke Rockhold, em 30 de julho de 2022, no UFC 277, mas a luta foi adiada para o UFC 278 por razões desconhecidas. Ele venceu a luta por decisão unânime, rendendo-lhe o prêmio de Luta da Noite.
Em 12 de fevereiro de 2023, Borrachinha estava agendado para enfrentar Robert Whittaker, no UFC 284. No entanto, contestou o anúncio oficial da promoção, indicando que nunca havia assinado um contrato e que a luta não aconteceria.
Ele também estava agendado para enfrentar Ikram Aliskerov em 29 de julho de 2023, no UFC 291. No entanto, foi anunciado em 19 de julho que a promoção optou por cancelar a luta e, em vez disso, movê-lo para enfrentar Khamzat Chimaev em 21 de outubro de 2023, no UFC 294. Por sua vez, Borracinha foi impedido de lutar devido a uma lesão, conforme relatado por ele mesmo no twitter: "I got Staphylococcus bacteria inside my elbow and doctors is pulling me out the Fight", sendo substituído por Kamaru Usman.
Em 17 de fevereiro de 2024, Borrachinha enfrentou o ex-campeão peso-médio do UFC, Robert Whittaker, no UFC 298. Apesar de quase finalizar Whittaker no final do primeiro round com um chute na cabeça, Borrachinha perdeu a luta por decisão unânime.
No dia 1.º de junho de 2024, Borrachinha enfrentou o ex-campeão peso-médio do UFC, Sean Strickland, no UFC 302. Ele perdeu a luta por decisão dividida.

## Polêmicas
Durante o UFC 253, realizado em 26 de setembro de 2020, uma polêmica marcou a luta entre Paulo Borrachinha e Israel Adesanya. Após vencer Borrachinha por nocaute técnico no segundo round, Adesanya comemorou de maneira provocativa, realizando uma "sarrada" sobre seu adversário caído. Esse gesto gerou grande revolta em Borrachinha, que considerou a atitude desrespeitosa e prometeu vingança, declarando que arrancaria "a cabeça desse palhaço" em uma futura revanche. O episódio rapidamente ganhou destaque na mídia e entre os fãs de MMA.
Em uma entrevista à ESPN, Borrachinha compartilhou detalhes sobre a noite anterior à sua luta contra Adesanya, onde ele e sua equipe desfrutaram de vinho. Esse relato levantou questionamentos sobre a preparação e a seriedade de Borrachinha para o confronto.
Em 30 de maio de 2022, Borrachinha foi conduzido à delegacia após supostamente agredir uma enfermeira ao tentar obter o cartão de vacinação contra a COVID-19 sem ter sido vacinado. O incidente ocorreu em um shopping em Contagem, Minas Gerais.
No dia 21 de outubro de 2023, Borrachinha se envolveu em uma briga generalizada durante o UFC 294. Na filmagem que viralizou nas redes sociais, é possível ver Borrachinha, com uma proteção no cotovelo devido a uma cirurgia recente, sendo atacado por um homem, recuando e aplicando um soco no mesmo. Após a confusão, a equipe de segurança agiu para acalmar os ânimos.

## Cartel no MMA
| Cartel no MMA   |             |            |
| 18 lutas        | 14 vitórias | 4 derrotas |
| Por nocaute     | 11          | 1          |
| Por finalização | 1           | 0          |
| Por decisão     | 2           | 3          |

| Res.    | Cartel | Oponente                         | Método                               | Evento                                | Data       | Round | Tempo | Local                    | Notas                                              |
| ------- | ------ | -------------------------------- | ------------------------------------ | ------------------------------------- | ---------- | ----- | ----- | ------------------------ | -------------------------------------------------- |
| Derrota | 14-4   | Sean Strickland                  | Decisão (dividida)                   | UFC 302: Makhachev vs. Poirier        | 01/06/2024 | 5     | 5:00  | Newark, New Jersey       |                                                    |
| Derrota | 14-3   | Robert Whittaker                 | Decisão (unânime)                    | UFC 298: Volkanovski vs. Topuria      | 17/02/2024 | 3     | 5:00  | Anaheim, Califórnia      |                                                    |
| Vitória | 14-2   | Luke Rockhold                    | Decisão (unânime)                    | UFC 278: Usman vs. Edwards 2          | 20/08/2022 | 3     | 5:00  | Salt Lake City, Utah     | Retorno aos Médios; Luta da Noite.                 |
| Derrota | 13-2   | Marvin Vettori                   | Decisão (unânime)                    | UFC Fight Night: Costa vs. Vettori    | 23/10/2021 | 5     | 5:00  | Enterprise, Nevada       | Estreia nos Meio Pesados.                          |
| Derrota | 13-1   | Israel Adesanya                  | Nocaute Técnico (socos)              | UFC 253: Adesanya vs. Costa           | 26/09/2020 | 2     | 3:59  | Abu Dhabi                | Pelo Cinturão Peso Médio do UFC.                   |
| Vitória | 13-0   | Yoel Romero                      | Decisão (unânime)                    | UFC 241: Cormier vs. Miocic 2         | 17/08/2019 | 3     | 5:00  | Anaheim, Califórnia      | Luta da Noite.                                     |
| Vitória | 12-0   | Uriah Hall                       | Nocaute Técnico (socos)              | UFC 226: Miocic vs. Cormier           | 07/07/2018 | 2     | 2:38  | Las Vegas, Nevada        | Performance da Noite.                              |
| Vitória | 11-0   | Johny Hendricks                  | Nocaute Técnico (socos)              | UFC 217: Bisping vs. St.Pierre        | 04/11/2017 | 2     | 1:23  | Nova Iorque, Nova Iorque |                                                    |
| Vitória | 10-0   | Oluwale Bamgbose                 | Nocaute Técnico (socos)              | UFC 212: Aldo vs. Holloway            | 03/06/2017 | 2     | 1:06  | Rio de Janeiro           |                                                    |
| Vitória | 9-0    | Garreth McLellan                 | Nocaute Técnico (socos)              | UFC Fight Night: Belfort vs. Gastelum | 11/03/2017 | 1     | 1:17  | Fortaleza                | Estreia no UFC; Performance da Noite.              |
| Vitória | 8-0    | Adriano Silverio Balby de Araujo | Nocaute (soco)                       | Jungle Fight 90                       | 03/09/2016 | 1     | 3:25  | São Paulo                | Defendeu o Cinturão Peso Médio do Jungle Fight.    |
| Vitória | 7-0    | Eduardo Ramon                    | Finalização (mata leão)              | Jungle Fight 87                       | 21/05/2016 | 1     | 2:40  | São Paulo                | Ganhou o Cinturão Peso Médio Vago do Jungle Fight. |
| Vitória | 6-0    | Bruno Assis                      | Nocaute Técnico (socos)              | Jungle Fight 84                       | 05/12/2015 | 1     | 1:17  | Rio de Janeiro           |                                                    |
| Vitória | 5-0    | Wagner Silva Gomes               | Nocaute Técnico (socos)              | Face to Face 11                       | 24/04/2015 | 1     | 4:37  | Rio de Janeiro           | Ganhou o Cinturão Peso Médio Vago do Face to Face. |
| Vitória | 4-0    | Gerson da Silva Conceição        | Nocaute Técnico (interrupção médica) | Face to Face 9                        | 19/12/2014 | 1     | 5:00  | Rio de Janeiro           |                                                    |
| Vitória | 3-0    | Fabio Moreira                    | Nocaute Técnico (socos)              | BH Fight - MMA Grand Prix             | 01/11/2013 | 1     | 1:26  | Belo Horizonte           |                                                    |
| Vitória | 2-0    | Ademilson Borges Duarte          | Nocaute Técnico (socos)              | MMA Total Combat - Teófilo Otoni      | 15/06/2013 | 1     | 0:32  | Teófilo Otoni            |                                                    |
| Vitória | 1-0    | Teo Esteves                      | Nocaute Técnico (socos)              | MMA Total Combat - Santa Luzia        | 15/06/2013 | 1     | 2:08  | Santa Luzia              |                                                    |